# John Shaw
John Shaw, född den 23 maj 1937, död 23 december 1995, var en australisk seglare.
Han tog OS-guld i drake i samband med de olympiska seglingstävlingarna 1972 i München.